# Morteza Motahhari

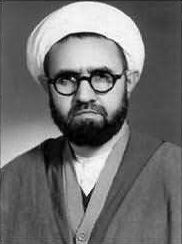
Morteza Motahhari

Morteza Motahhari (persisch مرتضی مطهری, DMG Morteżā Moṭahharī; * 3. Februar 1920 in Farīmān; † 1. Mai 1979 in Teheran) war ein iranischer Ajatollah, Intellektueller, Revolutionär und Politiker. Seine Bedeutung begründete sich durch seine Rolle als Stellvertreter Chomeinis während dessen Zeit im Exil von 1964 bis 1979 sowie durch seine Schriften und Reden zum Thema Islam.

## Leben
Morteza Motahhari wurde 1920 im Ort Farīmān in der heutigen iranischen Provinz Razavi-Chorasan als Sohn einer Familie von islamischen Rechtsgelehrten geboren. Durch seinen Vater erhielt er dort eine grundlegende Ausbildung in den islamischen Wissenschaften. Mit zwölf Jahren ging er gemeinsam mit seinem Bruder nach Maschhad, damals eines der größten und wichtigsten Zentren der schiitischen Gelehrten (arab. ʿulamāʾ), um dort das höhere islamische Studium zu beginnen. 1936 verließ er Maschhad, um sein Studium im Gelehrtenzentrum Qom fortzusetzen. Dies war auch darauf zurückzuführen, dass Moṭahharī großes Interesse an islamischer Philosophie hatte. Diese wurde von vielen Gelehrten abgelehnt, konnte in Qom aber vergleichsweise gut studiert werden.
In Qom machte Motahhari viele Bekanntschaften, welche sich als prägend und wichtig für den weiteren Verlauf seines Lebens herausstellen sollten. So besuchte er zwischen 1945 und 1951 verschiedene Kurse von Ajatollah Chomeini, unter anderem über islamisches Recht, islamische Philosophie und theoretische Mystik (per. ʿerfān). Diese Kurse waren der Grundstein für eine enge Beziehung zwischen Chomeini und Moṭahharī. 1952 ging Motahhari nach Teheran, wo er 1954 als Dozent an die theologische Fakultät der Universität Teheran berufen wurde. Dort betätigte er sich auch in verschiedenen islamischen Organisationen und war Gründungsmitglied der Hoseiniye Erschad, einer religiösen Institution, welche zum Ziel hatte, ein junges, säkular geprägtes Publikum für die Islamische Ideologie zu gewinnen. Insbesondere durch die Reden Ali Schariatis erlangte diese Institution große Bekanntheit.
Nach dem Aufstand 1963, welcher sich unter der Führung Chomeinis gegen die „Weiße Revolution“ des Schahs und die damit einhergehende Boden- und Wahlrechtsreform richtete und welcher zur Exilierung Chomeinis im Jahre 1964 führte, kam Motahhari eine äußerst wichtige Rolle innerhalb Irans zu, da er als Chomeinis alleiniger Stellvertreter fungierte. Nach 1977 engagierte er sich zunehmend in der revolutionären Bewegung, insbesondere als Mitglied in revolutionären Komitees, welche Streiks und Demonstrationen organisierten. Außerdem war er Mitglied im einflussreichen Revolutionsrat. Kurz nach der Revolution, am 1. Mai 1979, wurde Motahhari von einem Mitglied der Forqān, einer Gruppe, welche die Einmischung der ʿulamāʾ in die Politik ablehnte, ermordet. Er hinterließ ein Werk von etwa 33 Büchern, welche eine sehr breite Leserschaft fanden und seine Rolle als einer der wichtigsten Vordenker der Islamischen Republik begründet.

## Publikationen (Auswahl)
- Der Märtyrer. Teheran 1979. Auszug:

Der Islam steht in absolutem Widerspruch zu Lethargie und Parasitismus und betrachtet harte Arbeit als Grundpflicht.
- Grundlagen der Ökonomie. Teheran 1979. Auszug:

Kapitalismus ist ein neues Phänomen und verlange deshalb neue Lösungen.
- „Die islamischen Bewegungen im 14. Jahrhundert der Hidschra. Untersuchung und Analyse“ (Al-Ḥarakāt al-islāmīya fi l-qarn ar-rābiʿ ʿašar al-hiǧrī. Dirāsa wa-taḥlīl), Essay in arabischer Sprache, posthum 1980 in Teheran herausgegeben, der sich zum großen Teil mit den Reformbewegungen des späten 19. und frühen 20. Jahrhunderts befasst, die von Dschamal ad-Din al-Afghani, Muhammad Abduh, ʿAbd ar-Rahmān al-Kawākibī und Muhammad Iqbal getragen wurden.

## Belege
1. ↑  Mahmood T. Davari: The Political thought of Ayatullah Murtaza Mutahhari: An Iranian theoretican of the Islamic state. 1. Auflage. Routledge Curzon, London 2005, S. 6.
2. ↑  Hamid Dabashi: Theology of discontent: The ideological foundations of the Islamic Revolution in Iran. 1. Auflage. New York University Press, New York 1993, S. 148.
3. ↑  Vanessa Martin: Creating an Islamic state: Khomeini and the making of a new Iran. 1. Auflage. Tauris, London 2003, S. 76 f.
4. ↑  Shahrough Akhavi: Religion and Politics in Contemporary Iran: Clergy-State Relations in the Pahlavi
Period. 1. Auflage. State University of New York Press, Albany 1980, S. 143 ff.
5. ↑  Nader Purnaqcheband: Islamismus als politische Theologie: Selbstdarstellung und Gegenentwurf zum
Projekt der Moderne. 1. Auflage. Lit., Münster 202, S. 8.
6. ↑  Ali Rahnema und Farhad Nomani: The secular miracle: Religion, politics, and economic policy in Iran. 1. Auflage. Zed Books, London, New Jersey 1990, S. 38 f.

| Personendaten    | Personendaten            |
| ---------------- | ------------------------ |
| NAME             | Motahhari, Morteza       |
| KURZBESCHREIBUNG | schiitischer Geistlicher |
| GEBURTSDATUM     | 3. Februar 1920          |
| GEBURTSORT       | Farīmān                  |
| STERBEDATUM      | Mai 1979                 |
| STERBEORT        | Teheran                  |